# Premusia hirtissima
Premusia hirtissima är en fjärilsart som beskrevs av Walker 1864. Premusia hirtissima ingår i släktet Premusia och familjen nattflyn. Inga underarter finns listade i Catalogue of Life.